# Shottas
Pour plus de détails, voir Fiche technique et Distribution.
Shottas est un film américano-jamaïcain réalisé par Cess Silvera, sorti en 2002.

## Synopsis
Deux jeunes hommes, Biggs et Wayne, ont grandi ensemble dans les rues de Kingston. Encore enfants, ils volent un camion de soda et achètent des visas avec l'argent du vol pour aller aux États-Unis. Ils poursuivent leurs activités criminelles à Miami.

## Fiche technique
- Titre : Shottas
- Réalisation : Cess Silvera
- Scénario : Cess Silvera
- Musique : Stephen Marley
- Photographie : Cliff Charles
- Montage : Danny Saphire
- Production : David-Michael Petragnani et Cess Silvera
- Société de production : Access Pictures et Jean Silvera Films
- Société de distribution : Destination Films (États-Unis)
- Pays :  États-Unis et  Jamaïque
- Genre : Action, drame et film de gangsters
- Durée : 95 minutes
- Dates de sortie : 
  -  États-Unis : 27 février 2002

## Distribution
- Ky-Mani Marley : Biggs
- Spragga Benz : Wayne
- Louie Rankin : Teddy Bruck Shut
- Paul Campbell : Mad Max
- Wyclef Jean : Richie
- J.R. Silvera : Biggs jeune
- Carlton Grant Jr. : Wayne jeune
- Munair Zacca : M. Anderson
- Claudette Pious : tata Pauline
- Isiah Laing : le détective Laing

## Accueil
Le film a reçu un accueil défavorable de la critique. Il obtient un score moyen de 36 % sur Metacritic.